# Jacques Gagnot
Jacques Gagnot, né le 9 février 1753, est un prêtre de l'ordre des Carmes déchaux de la maison de Nancy. Lors de la Révolution, il est arrêté et condamné à être déporté en Guyane. Incarcéré sur un navire aux Pontons de Rochefort, il meurt le 10 septembre 1794 sur l'île Madame. Il est béatifié par Jean-Paul II le 1er octobre 1995.

## Biographie
Jacques Gagnot est né à Frolais le 9 février 1753. Il est prêtre et carme à la maison de Nancy (connu sous le nom de père Hubert de Saint-Claude). 
En 1790, le gouvernement en place sous la Révolution a peur que les prêtres ne poussent le peuple contre lui. Il exige donc des prêtres qu’ils prêtent serment de fidélité à la constitution civile du clergé, ce qui les amènerait, en conséquence, à se couper de l'autorité de Rome et devenir schismatiques.
Face au refus d'un grand nombre de religieux, en 1791, le gouvernement commence à considérer comme suspects tous les religieux, prêtres ou évêques, qui n'auraient pas fait leur serment de fidélité à la République.
En 1792, les instances révolutionnaires prévoient et décident de déporter en Guyane tous les réfractaires. 
Les forces de police acheminent vers le port de Rochefort 829 prêtres et religieux réfractaires.
Ceux-ci ne sont pas toujours maltraités lors de leur voyage jusqu'à Rochefort, mais les conditions du voyage sont très pénibles.
Aucun d'eux ne s'échappera ou ne cherchera à le faire, malgré les possibilités qui leur sont parfois offertes.
Après un certain temps de détention, on embarque les prisonniers sur deux anciens navires négriers ayant servi pour la traite des esclaves. Ce sont les pontons de Rochefort.
Mais les conditions de vie à bord des navires sont encore plus affreuses pour les prêtres qu'elles ne l'étaient pour les esclaves.
En effet, les esclaves étaient des « marchandises » humaines qu'il fallait conserver (pour revendre).
Mais les prêtres et les religieux sont des « ennemis à éliminer ». 
À cette période, les Anglais effectuent un blocus des côtes françaises, et personne n'envisage sérieusement de réaliser le voyage prévu jusqu'en Guyane.
Les deux navires restent donc à quai, près de l'île d'Aix, au large de l'estuaire de la Charente. 

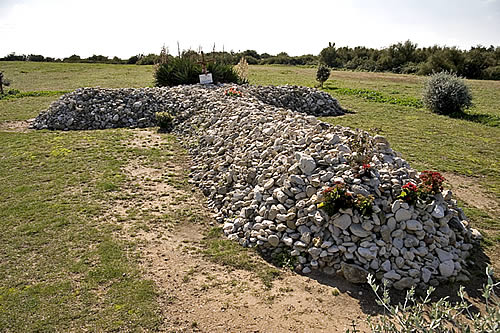
Croix de galets sur l'île Madame.

À bord des pontons, les conditions de vie sont intenables : entassement, nourriture infecte, habits pleins de poux, épidémie de typhus, interdiction de parler latin et même de prier.
Face à l'hécatombe des prisonniers, les autorités décident, en juillet 1794, de débarquer les plus malades sur l'île Madame où a été aménagé un petit hôpital. Jacques Gagnot, d'abord déporté sur le navire les Deux Associés, fera partie du lot. Mais c'est trop tard pour lui, il meurt le 10 septembre 1794 et il est enterré sur l'île Madame. 
Au total, près de 550 prêtres et religieux (soit les 2/3 des personnes incarcérées) vont périr sur ces navires.
Jacques Gagnot a été béatifié comme martyr de la foi, le 1er octobre 1995, par le pape Jean-Paul II, avec 63 autres prêtres et religieux martyrs eux aussi sous la Révolution française en 1794-1795.
Depuis 1910, chaque deuxième quinzaine d'août, a lieu un pèlerinage en souvenir des prêtres déportés.

## Fête liturgique
La fête liturgique dans l’Église catholique est fixée le 10 septembre jour de son décès, mais dans l'Ordre du Carmel, il est fêté le 18 août, en même temps que Jean-Baptiste Duverneuil et Michel-Louis Brulard, eux aussi carmes déchaux, morts en martyrs sur les pontons de Rochefort. Dans l'Ordre du Carmel, sa fête est célébrée avec rang de mémoire facultative.